# Carbure de béryllium
Le carbure de béryllium est un composé chimique de formule Be2C. Il se présente comme un solide rouge très dur cristallisé dans le système cristallin cubique. Il réagit lentement au contact de l'eau pour former de l'hydroxyde de béryllium Be(OH)2 et du méthane CH4 :
Be2C + 4 H2O → 2 Be(OH)2 + CH4.
L'hydroxyde de béryllium étant amphotère, la réaction est accélérée en présence d'hydroxydes alcalins pour former des béryllates solubles dans l'eau :
2 Be(OH)2 + 4 KOH → 2 K2BeO2 + 4 H2O.
Le fluor, le chlore et le brome réagissent avec le carbure de béryllium pour donner l'halogénure de béryllium correspondant formant du noir de carbone :
Be2C + 2 F2 → 2 BeF2 + C.
Le carbure de béryllium peut être obtenu par réaction directe des éléments entre eux : la réaction exothermique commence à 900 °C, chauffant le milieu réactionnel jusqu'à 1 400 °C :
2 Be + C → Be2C.
Il est également possible de réduire de l'oxyde de béryllium BeO avec du carbone à haute température pour former du carbure de béryllium en libérant de l'oxygène :
2 BeO + C → Be2C + O2.
À plus haute température, la réaction libère du monoxyde de carbone CO :
2 BeO + 3 C → Be2C + 2 CO.